# Коґа (кратер)
Коґа — це марсіанський метеоритний кратер діаметром приблизно у 19 кілометрів. Він розташований за координатами 29,3° пд. ш., 103,8° зх. д., північніше від кратера Віррат та на північний схід від кратера Дінорвік. На північ від нього розташований кратер Нілл. Кратер Коґа отримав свою назву від містечка у Танзанії, і ця назва Міжнародним астрономічним союзом була офіційно закріплена за кратером у 1991 році. Згідно з історичною картою поверхні Марса, яка була створена на основі даних, зібраних Геологічною службою США, територія навколо кратера походить із Нойського періоду, що дозволяє визначити вік кратера в діапазоні від 3.8 до 3.5 мільярда років. Гострі скелі та стрімчаки пробиваються крізь покрив дрібнозернистого матеріалу, який встеляє дно кратера. У найглибшій частині кратера значення висоти становить близько 5200 метрів над нульовим рівнем висоти, тоді як його обідок досягає в середньому 6400 метрів вище нульового рівня. А отже, глибина кратера становить приблизно 1.2 кілометри.